# Brian Olsen (vandpolospiller)
Brian Aagaard Olsen (født 1970) er en dansk vandpolospiller.
Da Svømmeklubben Frem fra Odense 2007 vandt klubbens tyvende Danmarksmesterskab i vandpolo var Olsen en af tre spillere som havde været med alle tyve gange. De to andre var Claus Trasbo og Torben Harder.